# Museu de Arte de Honolulu

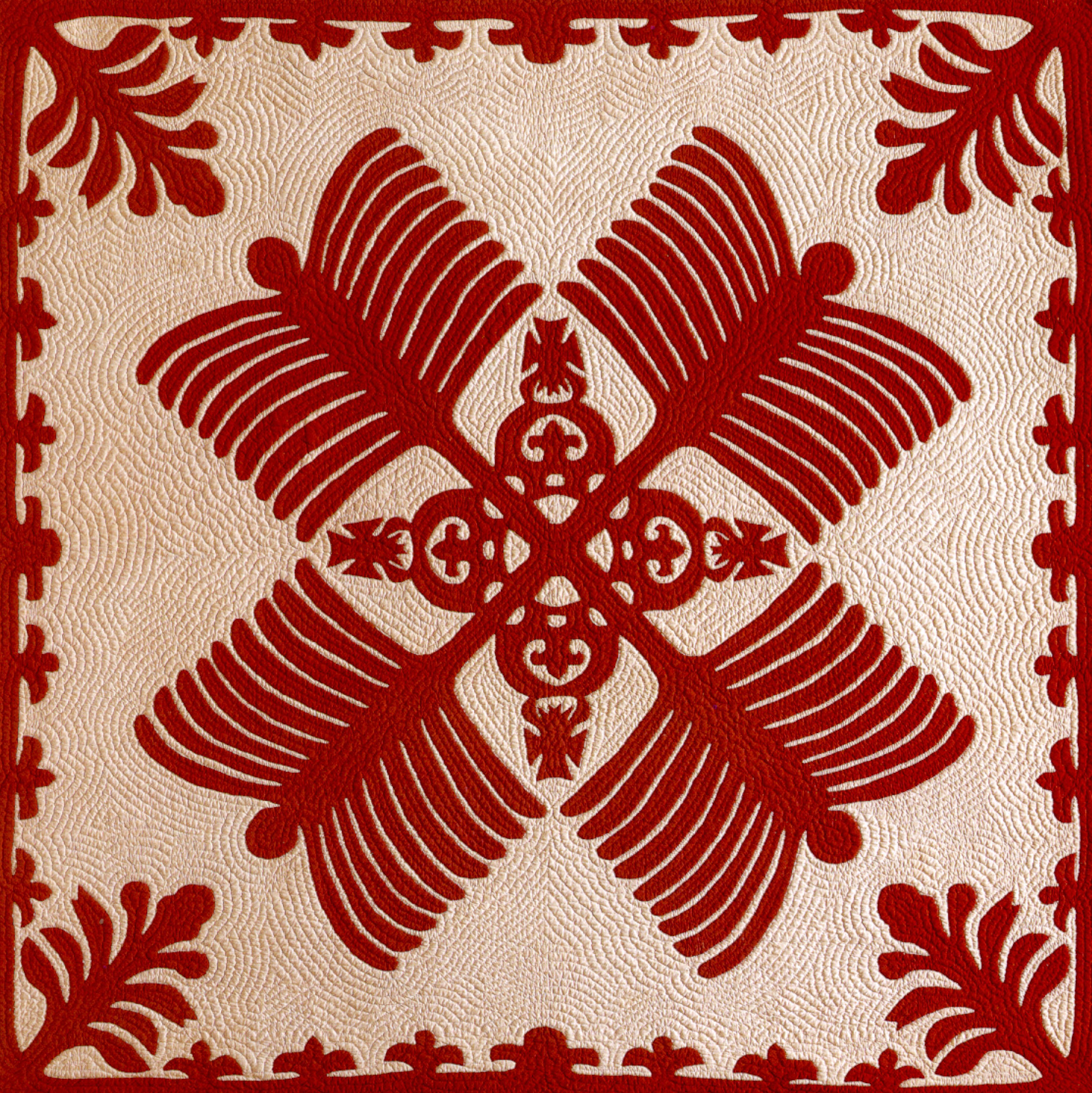
'Na Kalaunu Me Na K(-a-)hili', quilte atribuído a Mary Sophia Rice (1886)

Museu fundado em 1922 e oficialmente inaugurado em 1927, na cidade de Honolulu, capital e maior cidade do Havaí. É o maior museu de arte do estado, e possui uma das maiores coleções de arte asiática e da região do Pacífico nos Estados Unidos. Sua coleção já ultrapassa a quantidade de 50 mil obras de arte.

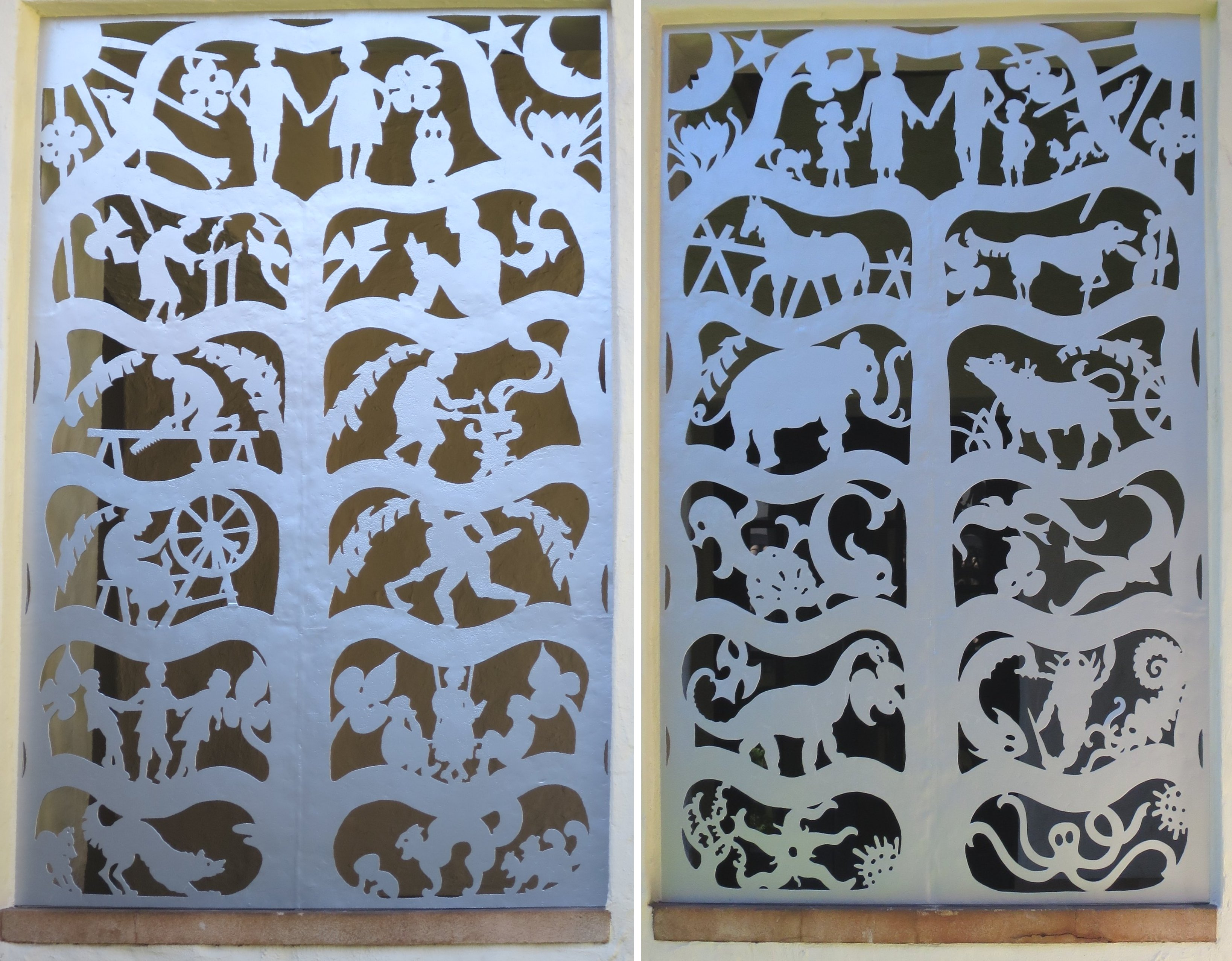
Trabalho em serralheria - grade decorativa. Artista anônimo. Realizada no início do século XX.

A fundadora do museu é Anna Rice Cooke (1853 – 1934). 